# Karel Mestdagh

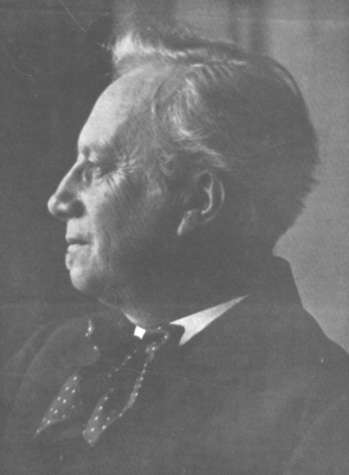
Karel Mestdagh, ca. 1900

Karel Mestdagh (Sint-Pieters - Brugge, 22 oktober 1850 - 10 maart 1924) was een Brugs componist, organist en leraar.

## Levensloop
Mestdagh kwam vroeg in contact met muziek door zijn vader Jan Mestdagh, zijn grootvader en zijn ooms die allen organist waren. Hij doorliep gedeeltelijk de humaniora in het Sint-Lodewijkscollege, waar hij de invloed onderging van priester-leraars zoals Hugo Verriest die hem Vlaamsbewust maakte en van Pieter Busschaert, die hem zijn eerste harmonielessen gaf en hem in contact bracht met de polyfonisten en met Bach. Hij studeerde tegelijk ook aan de Brugse Muziekschool onder leiding van Hendrik Waelput en Leo Van Gheluwe en behaalde eerste prijzen voor fuga (1876) en contrapunt (1874). Vervolgens volgde hij nog lessen bij François-Auguste Gevaert en Peter Benoit. In 1868-1870 verbleef hij in Leipzig en studeerde er.
Afgestudeerd vestigde Mestdagh zich als landmeter, maar was ook organist in zijn parochiekerk en interesseerde zich ook zijn leven lang aan het kweken van bloemen en laurierbomen, in overeenstemming met de familiale tuinbouwactiviteiten. Hij liet méér sporen na als musicus dan als landmeter. Hij zette zich in voor de herbronning van de liturgische muziek en voor de vervlaamsing van het muziekleven en van het muziekonderwijs. Hij maakte deel uit van het Muziekcomiteit van West-Vlaanderen, dat ijverde voor een nationale muziek volgens de ideeën van Peter Benoit. Samen met Auguste Reyns publiceerde hij van 1871 tot 1880 het maandblad Harmoniae Sacrae met publicatie van motetten, orgelstukken en missen. Dit lag in de lijn van een internationale beweging voor authentieke kerkmuziek, die in België geleid werd door Jacques-Nicolas Lemmens en Edgar Tinel.
Hij werd lid van de in 1894 gestichte kunstminnende vereniging Chat Noir.
In 1900 volgde hij Van Gheluwe op als directeur van het Brugse Conservatorium, waar hij ook leraar harmonie, contrapunt en fuga was. De kwaliteit van het muziekonderwijs steeg onder zijn leiding aanzienlijk en na een bezoek verklaarde Edgar Tinel dat de Brugse Muziekschool kon wedijveren met menig Koninklijk Conservatorium.
Mestdagh werd dirigent van de Matineeconcerten en van de concerten van het Conservatorium in Brugge. Hij zetelde in de Nationale Raad voor de verbetering van het muziekonderwijs en was ook van 1911 tot 1923 jurylid voor de toekenning van de Romeprijs voor compositie. Hij werd lid van de Koninklijke Vlaamse Academie van België voor Wetenschappen en Kunsten.

## De componist
Mestdagh componeerde uitsluitend op Vlaamse teksten met natuurindrukken, liefdesstemmingen en speelse verhalen. Hij schreef circa 150 liederen, op teksten van Pol De Mont, Maurits Sabbe, Albrecht Rodenbach, Eugeen Van Oye, Theodoor Sevens, Jeroom Noterdaeme, enz., onder dewelke:
- O Schelde
- Kerlingaland
- Het Blijheidslied, zijn meest populaire creatie, met de aanvangszin: "De beiaard speelt zoo schoon hij kan"
- Vlaggelied

Andere composities zijn:
- Excelsior voor orgel en orkest
- Symphonische suite
- Boerenbruiloft
- Jubelouverture
- Intermezzo voor viool en orkest

Hij componeerde de volgende cantates:
- Vlaanderen den Leeuw (1871)
- Vrijheidshymne
- Van Eyck's feestmarsch (1878)
- Groeningecantate (1902) voor de 600ste verjaardag van de Guldenspoorslag

## Privé
Mestdagh trouwde in 1879 met Maria Belamy, de dochter van de burgemeester van Sint-Pieters, Charles Belamy.
Het echtpaar woonde in het van vader Belamy geërfde kasteel De Patente, Blankenbergsesteenweg 120, thans in gebruik als seniorenresidentie Burgemeester Belamy.

## Eerbetoon
- Er bestaat een Karel-Mestdaghstraat in Brugge - Sint-Pieters
- In Antwerpen (Wilrijk) is er het Karel Mestdaghplein.